# Feinabstimmung der Naturkonstanten
Die Feinabstimmung der Naturkonstanten (auch Feinabstimmung des Universums) bezeichnet in der Kosmologie die überraschend genaue Abstimmung der physikalischen Naturkonstanten und des Anfangszustands des Universums. Um den gegenwärtigen Zustand des Universums und die Entstehung von Leben zu erklären, setzen die bisherigen wissenschaftlichen Theorien voraus, dass die physikalischen Konstanten der Natur und der Anfangszustand des Universums äußerst präzise Werte haben. Bisher gibt es keine wissenschaftliche Erklärung für die Werte der Naturkonstanten. In der englischsprachigen Literatur wird statt „Feinabstimmung“ oft auch der Begriff „Anthropic Coincidence“ (dt.: Anthropische Koinzidenz) verwendet.
Für diese Feinabstimmung gibt es verschiedene Erklärungsansätze: externe Lenkung in Verbindung mit einem theistischen Gottesbegriff, Zufall oder unzureichende physikalische Theorien. Ebenfalls wird diskutiert, dass es keine Feinabstimmung gibt, weil es eine  Vielzahl von anderen Kombinationen von Naturkonstanten gäbe, die ebenfalls ein habitables Universum hervorbringen würden.

## Geschichte
1913 beschrieb Lawrence J. Henderson in seinem klassischen Werk „The Fitness of the Environment“ die Eignung der Umwelt für das Leben. Es war eines der ersten Bücher, das sich mit der Feinabstimmung des Universums beschäftigt. Henderson erörtert die Bedeutung des Wassers und der Umwelt für das Leben und weist darauf hin, dass das Leben, wie es auf der Erde existiert, von den sehr speziellen Umweltbedingungen der Erde abhängt, insbesondere den Eigenschaften des Wassers.

## Betroffene Naturkonstanten und Naturgesetze
Zu den physikalischen Konstanten, für die eine Feinabstimmung diskutiert wird, gehören:

### Expansionsrate
Die Expansion des Universums darf einerseits nicht so schwach sein, dass das Universum nach wenigen Jahrmillionen wieder kollabiert, andererseits nicht so stark bzw. die Materieverteilung nicht so dünn sein, dass die Entstehung von Sonnen und Galaxien verhindert wird. Im ursprünglichen kosmologischen Standardmodell, das noch nicht die heutige Inflationstheorie einschloss, wird die Expansionsrate allein durch die Massendichte bestimmt, die demnach zu Beginn des Universums auf den extrem kleinen Faktor von 1:1057 genau mit der so genannten kritischen Dichte übereingestimmt haben muss, um die Entstehung von Sonnensystemen und Galaxien zu ermöglichen. Die Inflationstheorie macht die Feinabstimmung Expansionsrate überflüssig, benötigt aber die Feinabstimmung der kosmologischen Konstante. 

### Kosmologische Konstante
Die kosmologische Konstante wurde ursprünglich 1917 von Albert Einstein in seine Allgemeine Relativitätstheorie eingeführt, da nur so das – nach der zu seiner Zeit gängigen Meinung stabile – Universum zu erklären war. Durch die Entdeckung Edwin Hubbles um 1929, dass das Universum nicht stabil ist, sondern sich ausdehnt, entfiel die Notwendigkeit einer kosmologischen Konstante und Einstein soll sie als „die größte Eselei [s]eines Lebens“ bezeichnet haben.
Die in den 1980er Jahren entwickelte Inflationstheorie und die 1998 gemachte Beobachtung, dass das Universum sich beschleunigt ausdehnt, führten zu Erklärungsmodellen, die die kosmologische Konstante wieder nötig machen. Die Inflationstheorie und die Theorie zur Erklärung der beschleunigten Ausdehnung benötigen eine sogenannte Dunkle Energie, die als Vakuumenergie – hervorgerufen durch eine von Null verschiedene kosmologische Konstante – interpretiert werden kann. Allerdings müsste in diesem Fall die kosmologische Konstante zu Beginn des Universums direkt nach der „inflationären Phase“ zwar verschieden von Null, aber gleichzeitig 10120-mal kleiner als ihr heutiger Wert gewesen sein. Dies entspricht einer extrem winzigen Vakuumenergiedichte. Selbst kleinste Abweichungen von diesem Wert würden, nach diesen Erklärungsmodellen, dazu führen, dass die Raumzeit in unserem heutigen Universum stark gekrümmt wäre und Sterne und Planeten nicht möglich wären.
Es wurden auch Theorien entwickelt, in denen die Dunkle Energie nicht mehr mit einer gekrümmten Raumzeit verbunden ist, sondern durch ein Skalarfeld – auch Quintessenz genannt – hervorgerufen wird. In diesen Theorien wird keine kosmologische Konstante benötigt.

### Masse von Proton zu Elektron
Max Born war der Auffassung, dass bei annähernd gleicher Protonen- und Neutronenmasse die Eigenschaften aller atomaren und molekularen Systeme im Wesentlichen durch zwei Parameter bestimmt sind: durch das Massenverhältnis von Elektron zu Proton sowie durch die Feinstrukturkonstante, welche die Stärke der elektromagnetischen Wechselwirkung angibt. Wird das Verhältnis von Elektronenmasse zu Protonenmasse in einem Diagramm über die Feinstrukturkonstante aufgetragen, so kann man nach Max Tegmark einen lokalen Bereich angeben, außerhalb dessen kein Leben möglich ist, das dem unseren gleicht. Beispielsweise würden bei einem zu hohen Massenverhältnis wegen zu großer Kernfluktuationen keine stabilen molekularen Systeme existieren können; im Fall einer zu großen Feinstrukturkonstante könnten keine Sterne existieren. Tegmark schließt jedoch nicht aus, dass es viele lokale Bereiche im Parameterraum geben kann, in denen andersartiges Leben möglich ist.

### Elektromagnetische und starke Kernkraft
William H. Press und Alan Lightman erweiterten 1983 das Modell von Max Born und zeigten auf, dass die wesentlichen Eigenschaften der makrophysischen Phänomene durch vier Größen bestimmt werden: die Elektronenmasse, die Protonenmasse, die Stärke der elektromagnetischen Kraft sowie die Stärke der starken Kraft. Victor J. Stenger kam durch Analysen und Computersimulationen, in denen er alle vier der von Press und Lightman benannten Konstanten gleichzeitig variieren ließ, zu dem Ergebnis, dass viel größere Schwankungen der Konstanten erlaubt seien. Analysen von hundert Universen, in denen er die Konstanten zufällig in einem Bereich von zehn Größenordnungen (1010) schwanken ließ, führten in mehr als der Hälfte der Fälle zu Sternen mit einer Lebensdauer von mehr als einer Milliarde Jahren.

### Produktion von Kohlenstoff
Die Existenz eines speziellen Energieniveaus im Atomkern von Kohlenstoff-12 wird als wesentlich für das Ausmaß und die Geschwindigkeit der Nukleosynthese von Kohlenstoff und in der Folge schwereren Elementen in den Sternen und damit für die Entstehung kohlenstoffbasierten Lebens angesehen (siehe auch Drei-Alpha-Prozess). Fred Hoyle hatte 1954 die später experimentell bestätigte genaue Lage des Energieniveaus in 12C theoretisch vorhergesagt. Vielfach wird die Lage dieses Niveaus als feinabgestimmt behauptet.
Die Lagen der Energieniveaus sind zwar keine fundamentalen Naturkonstanten, hängen jedoch von diesen ab. Eine Änderung dieser Niveaus kann nur entweder mit einer Änderung der Naturkonstanten oder einer Änderung der zugrunde liegenden physikalischen Theorien einhergehen. Eine Änderung der Naturkonstanten, wie auch der Theorien, ändert jedoch nicht nur die Lage der Kernenergie-Niveaus von Beryllium, sondern auch viele andere Eigenschaften aller Elemente; so könnten möglicherweise auch andere Entwicklungszweige hin zu Kohlenstoff entstehen. Heinz Oberhummer gelang es zusammen mit Attila Csótó und Helmut Schlattl, quantifizierbare Aussagen dafür herzuleiten, indem die kosmologische Feinabstimmung der grundlegenden Kräfte im Universum bei der Entstehung von Kohlenstoff und Sauerstoff im Drei-Alpha-Prozess in Roten Riesen untersucht wurde.

### Feinabstimmung der Dimensionen
Mathematisch könnte ein Universum beliebig viele Dimensionen haben. Komplexe Strukturen scheinen jedoch nur in mehr als zwei Dimensionen möglich. Bei einem Universum mit mehr als drei räumlichen Dimensionen sind sowohl Atome als auch Planetenbahnen instabil. Nimmt man jedoch an, dass in einem andersartigen Universum auch andere Naturgesetze gültig wären, dann könnten auch in höherdimensionalen Universen stabile Atome oder aufgrund anderer Bewegungsgesetze stabile Planetenbahnen möglich sein.

## Erklärungsansätze

### Theistischer Erklärungsansatz
Diese Hypothese geht davon aus, dass die Feinabstimmung der Naturkonstanten durch ein teleologisches Prinzip, das heißt durch externe Lenkung in Verbindung mit einem theistischen Gottesbegriff, erfolgt.  Es gäbe einen zielgerichteten Sinn, der dem Menschen aufgrund seines begrenzten Geistes verborgen bliebe. Vertreten wird diese Hypothese z. B. vom Religionsphilosophen Richard Swinburne.
Der Philosoph Antony Flew postulierte „ein intelligentes Wesen, das in irgendeiner Weise an der Gestaltung der Bedingungen beteiligt ist, die es dem Leben ermöglichen, zu entstehen und sich zu entwickeln“. Er kam zu dem Schluss, dass die Feinabstimmung des Universums zu präzise sei, um das Ergebnis des Zufalls zu sein, und akzeptierte daher die Existenz Gottes.
Flew vertrat zusammen mit Fred Hoyle auch die Ansicht, dass das Universum zu jung sei, als dass sich Leben rein zufällig entwickelt haben könnte, und dass daher ein intelligentes Wesen existieren muss, das an der Gestaltung der für die Entwicklung des Lebens erforderlichen Bedingungen beteiligt war.

### Zufall, anthropisches Prinzip und Multiversum
Die beobachtete passende Abstimmung der verschiedenen Naturkonstanten könnte zufällig entstanden sein. So betrachtet gäbe es keine Feinabstimmung und damit auch keinen Erklärungsbedarf. Es sei nicht sicher, ob die Feinabstimmung grundsätzlich beweisfähig ist.
Das anthropische Prinzip bemerkt, dass nur solche Universen beobachtbar sind, in denen wir existieren können. Barrow und Tipler schreiben über die Feinabstimmung, d. h., dass die Naturkonstanten im Universum exakt so aufeinander abgestimmt scheinen, dass sie Leben ermöglichen:
Nicht nur, dass der Mensch in das Universum hineinpasst. Das Universum passt auch zum Menschen. Man stelle sich ein Universum vor, in dem sich irgendeine der grundlegenden dimensionslosen physikalischen Konstanten in die eine oder andere Richtung um wenige Prozent verändern würde? In einem solchen Universum hätte der Mensch nie ins Dasein kommen können. Das ist der Dreh- und Angelpunkt des anthropischen Prinzips. Gemäß diesem Prinzip liegt dem gesamten Mechanismus und dem Aufbau der Welt ein die Existenz von Leben ermöglichender Faktor zugrunde.
 (John Barrow und Frank Tipler, The Anthropic Cosmological Principle, 1986, Seite 7).
Zusammen mit dem anthropischen Prinzip könnte die Hypothese eines Multiversums eine Erklärung anbieten: Anstatt eines einzigen Universums gibt es sehr viele oder gar unendlich viele Paralleluniversen, mit unterschiedlichen physikalischen Eigenschaften. Unser Universum wäre dann nur eines von vielen – eines, in dem die richtigen Bedingungen Leben ermöglichen. Es wird diskutiert, ob ein Multiversum selbst auch feinabgestimmte Naturkonstanten haben müsste, so dass dies nur eine Verlagerung der Fragestellung bedeuten würde; der Philosoph Nick Bostrom hingegen verneint dies.

### Erklärungsansatz: unzureichende physikalische Theorien
Eine Sichtweise geht davon aus, dass die gegenwärtigen physikalischen Theorien unvollständig sind. Würde es in Zukunft möglich sein, umfassendere Theorien zu entwickeln, dann wäre die scheinbare Feinabstimmung eventuell nur ein Artefakt der Unvollkommenheit des zurzeit verfügbaren Theoriengebäudes. Die heutigen Theorien wären unzureichend und müssen erweitert werden, damit sie das Universum besser beschreiben können. Die beobachteten Werte der Naturkonstanten würden sich dann durch Berechnungen ergeben, die Feinabstimmung würde sich von selbst ergeben und wäre daher nur scheinbar. Als Kandidat für so eine grundlegende Theorie (Weltformel) wird unter anderem die Superstringtheorie gehandelt.

### Andere Kombinationen von Naturkonstanten ergäben ebenfalls ein habitables Universum
Die Überlegungen für mögliche Universen konzentrieren sich weitestgehend darauf, wie die Natur beschaffen sein muss, um die Voraussetzungen für kohlenstoffbasiertes Leben – so wie es sich in unserem Planetensystem entwickeln konnte – zu generieren. Bei Änderungen der Naturkonstanten würden möglicherweise keine Sterne entstehen, die langlebig genug wären, um die Evolution von kohlenstoffbasiertem Leben zuzulassen. Oder aber es würde eventuell kein oder zu wenig Kohlenstoff gebildet werden; möglicherweise könnten nicht einmal atomare oder stabile Strukturen entstehen. Es ist nicht bekannt welche Sätze von Naturkonstanten ebenfalls stabilen Strukturen und Umgebungen ermöglichen würde, die als Alternative für Kohlenstoff und ein lebensfreundliches planetares Umfeld in Frage kommen.
Silizium kann nicht so viele chemische Verbindungen eingehen wie Kohlenstoff, dennoch gibt es Überlegungen, ob bei einer anderen Kombinationen von Naturkonstanten ein Leben auf Siliziumbasis möglich sei. Durch eine andere Kombination von Naturkonstanten könnte Silizium oder ein anderes Element Eigenschaften erlangen, die denen von Kohlenstoff gleichkommen. Es kann auch nicht ausgeschlossen werden, dass andere Werte der Naturkonstanten gänzlich andere nichtatomare, oder nichtmolekulare, stabile Strukturen möglich werden lassen, die in vielfältiger Weise Verbindungen eingehen können und damit als Basis für Leben in Frage kommen. Auch könnten neue stabile Umgebungen möglich werden, die als Alternative zu einer planetaren Umgebung Raum für die Entwicklung von Leben bieten können. Es können eventuell nicht alle möglichen Universen benannt werden, in denen – unter anderen Voraussetzungen – Leben entstehen könnte.
Deshalb wird versucht, statt sich auf die speziellen Voraussetzungen für kohlenstoffbasiertes Leben zu fokussieren, generelle Annahmen zu formulieren, welche für alle Formen von Leben notwendig seien. So könne beispielsweise das Vorhandensein von Entropiegradienten als eine grundlegende Voraussetzung für alle Formen von Leben angesehen werden. Ließe die Kombination von Naturkonstanten in einem zugehörigen Universum keine Entropiegradienten zu, – dann gäbe es beispielsweise nur homogenes, verdünntes Wasserstoffgas – wäre das im Rahmen der gegenwärtigen Standardtheorie ein Argument für eine Feinabstimmung. Es konnte bisher nicht gezeigt werden, dass eine Kombination von Naturkonstanten keine Entropiegradienten zulässt.